# أسانا
الأسانا هي وضعية جسدية، في الأصل ولا تزال مصطلحًا عامًا لوضع التأمل أثناء الجلوس،  وتم تمديده لاحقًا في هاثا يوجا واليوجا الحديثة كنوع من التمرين، إلى أي نوع من اليوجا أو الوضع، مضيفًا الاستلقاء والوقوف والمقلوب والالتواء، وايضا التوازن. تعرّف يوجا سوترا باتانجالي «أسانا» بأنها «وضعية ثابتة ومريحة». يذكر باتانجالي القدرة على الجلوس لفترات طويلة كأحد الأنواع الثمانية لنظامه.  يُطلق على أسانا أيضًا وضعيات اليوجا.
اليوجا هي مجموعة من الطقوس الروحية القديمة أصلها الهند، كمصطلح عام في الهندوسية، «جافين فلود» يعرف اليوجا بأنها تشير إلى «طريقة فنية أو ضوابط محددة من التصوف والزهد والتأمل، مما يرمي إلى خبرة روحية وفهم عميق جدا أو بصيرة في الخبرات». خارج الهند، أصبحت اليوجا مرتبطة بالممارسة في وضعية من التمارين «هاثا يوجا»، كما أنها أثرت بشكل كامل في عائلات تدين بالبراهمانية وممارسات أخرى روحية حول العالم.
حدد جوراكشا ساتاكا في القرن العاشر أو الحادي عشر والقرن الخامس عشر هاثا يوجا براديبيكا وهو دليل سنسكريتي كلاسيكي من القرن الخامس عشر لليوجا 84 وضعية أسانا؛ تقدم هاثا راتنافالي من القرن السابع عشر قائمة مختلفة من 84 أسانا وتقوم بوصف بعضها. في القرن العشرين، فضلت القومية الهندية الثقافة المادية ردًا على الاستعمار. في تلك البيئة، قام رواد مثل يوجندرا وكيفيلانا وكريشناماشاريا بتدريس نظام جديد للأسانا (يتضمن أنظمة التمرين بالإضافة إلى يوجا الهاثا التقليدية). كان من بين تلاميذ كريشناماشاريا معلمو يوغا هنود مؤثرون بما في ذلك باتابي جويس، مؤسس إيشتانيا فينياسا يوجا حيث ادعى أنه تعلم النظام من أستاذه تيرومالاي كريشناماشاريا وهو أسلوب لليوغا كتمرين ابتكره ك. باتابي جويس خلال القرن العشرين، وغالبًا ما يتم الترويج له باعتباره شكلًا حديثًا لليوغا الهندية الكلاسيكية. الأسلوب مفعم بالحيوية ويتزامن مع الحركات. ترتبط وضعيات الفرد (الأسانا) بالحركات المتدفقة، وإينجار، مؤسس إينجار يوجا حيث وصفوا معًا مئات الوضعيات الأسانا، وأعادوا إحياء شعبية اليوجا وجلبوها إلى العالم الغربي. تم ابتكار العديد من الأسانا منذ عام 1966 مثل لايت اون يوجا لإينجار الذي وصف حوالي 200 وضعية من وضعيات الأسانا. تم توضيح مئات آخرين بواسطة دارما ميترا.

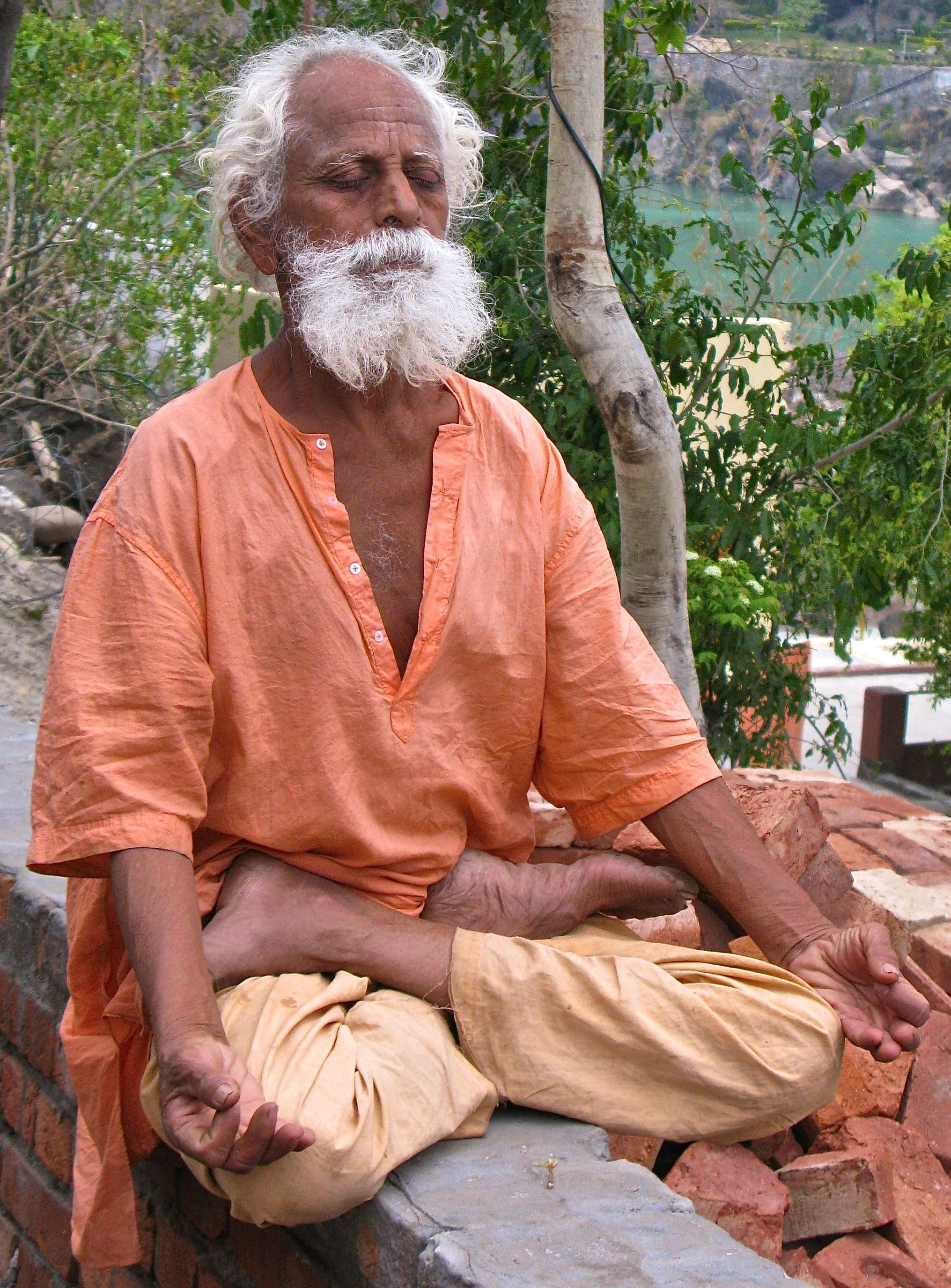

يُزعم أن وضعيات أسانا توفر فوائد روحية وجسدية في نصوص يوجا هاثا في العصور الوسطى. في الآونة الأخيرة، قدمت الدراسات أدلة على أنها تحسن المرونة والقوة والتوازن. لتقليل التوتر والظروف المرتبطة به؛ وعلى وجه التحديد للتخفيف من بعض الأمراض مثل الربو   والسكري.
ظهرت الأسانا في الثقافة لعدة قرون. يصور الفن الهندي الديني شخصيات بوذا وشيفا وجاين تيرثانكاراس في وضع اللوتس ومقاعد التأمل الأخرى، وفي وضع «السهولة الملكية»، لاليتاسانا. مع شعبية اليوجا كتمرين، تظهر الأسانا بشكل شائع في الروايات والأفلام، وأحيانًا في الإعلانات أيضًا.

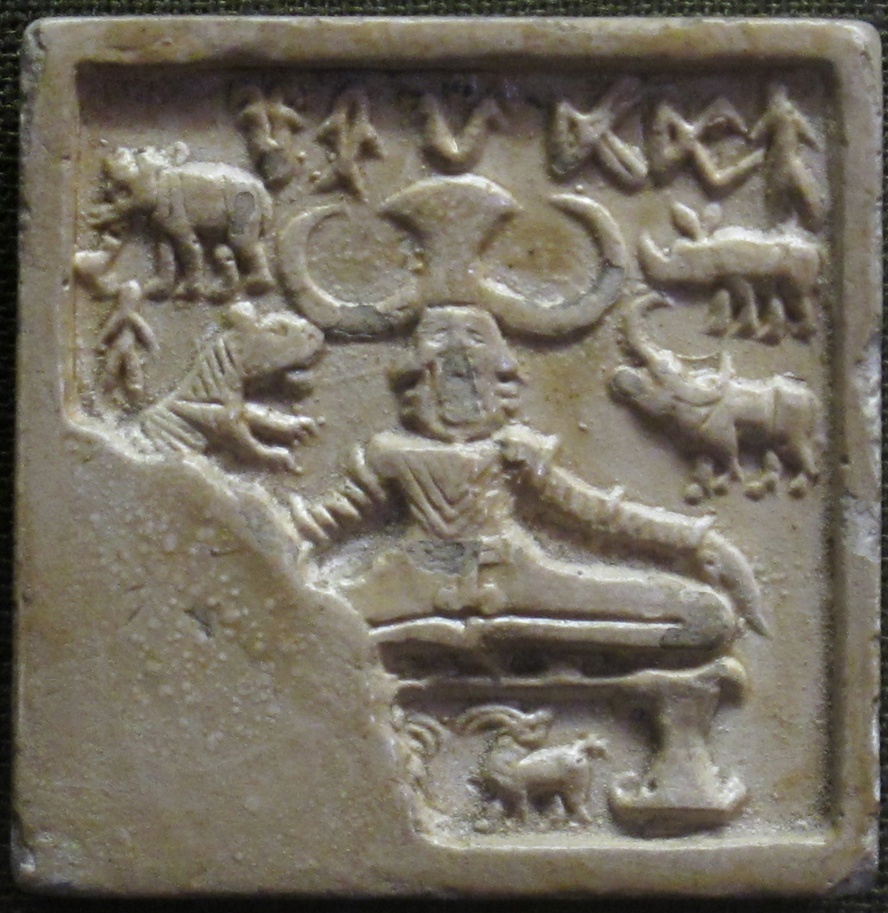
قالب ختم باشوباتي من حضارة وادي السند في القرن 2500 قبل الميلاد، شكلها المركزي في وضع يشبه مولابانداسانا.

## التاريخ

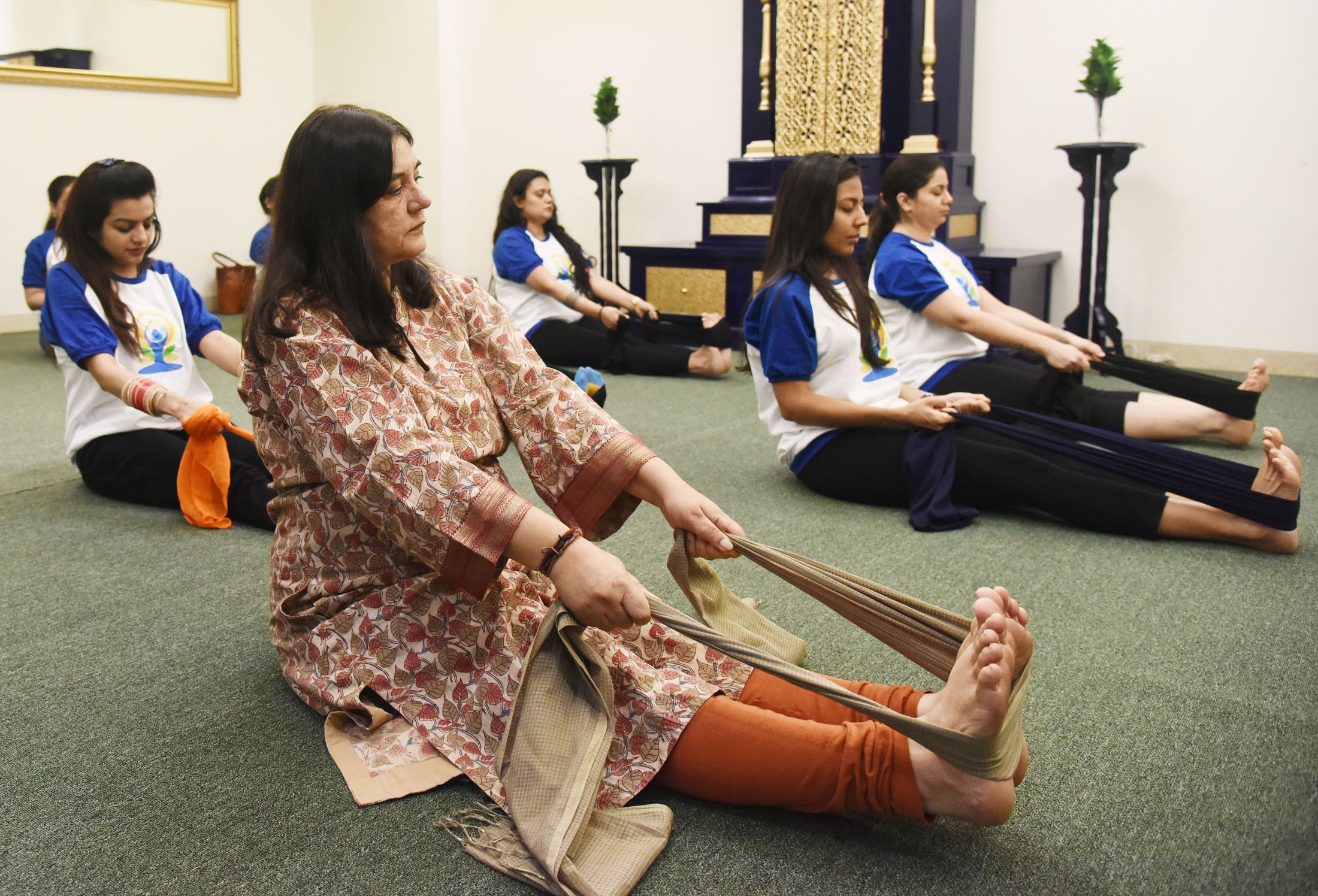
انضمت الوزيرة الهندية لتنمية المرأة والطفل ، مانيكا غاندي ، إلى برنامج اليوغا للحوامل في عام 2018

الشكل المركزي في ختم باشوباتي من حضارة وادي السند حيث تم التعرف على 2500 قبل الميلاد من قبل السير جون مارشال في عام 1931 كنموذج أولي للإله شيفا، معترف به من خلال كونه ثلاثي الوجوه؛ في وضع يوغا مثل ماهايجين، إله اليوغا؛ له أربعة حيوانات مثل باشوباتي، رب الوحوش؛ مع الغزلان تحت العرش، كما هو الحال في تصوير القرون الوسطى لشيفا؛ وجود غطاء للرأس من ثلاثة أجزاء يذكرنا بشيفا ترايدنت؛ ومرة أخرى مثل شيفا.إذا كان هذا صحيحًا، فسيكون هذا أقدم سجل لأسانا. ومع ذلك، مع عدم وجود دليل في أي مكان على أصل وادي السند لشيفا، لا يوجد دليل على أن وضع اليوغا تم تصويره في الختم.